# Уэст, Адам
Адам Уэст (англ. Adam West; 19 сентября 1928 — 9 июня 2017) — американский киноактёр, наиболее известный ролью Бэтмена в одноимённом телевизионном сериале 1960-х годов. С 2000 года он озвучивал мэра Адама Веста в мультсериале «Гриффины», этот персонаж является карикатурной версией его самого.

## Ранние годы
Настоящее имя Адама Уэста — Уильям Уэст Андерсон. Он родился в городе Уолла-Уолла в штате Вашингтон в семье Отто Уэста Андерсона и Одри Стир. С детства Уэст был любителем комиксов, а Бэтмен был одним из его любимых героев. В подростковом возрасте Адам вместе с братом Джоном и матерью, повторно вышедшей замуж, переехал в Сиэтл, где поступил в частную школу «Лейксайд». После окончания школы он изучал литературу и психологию в Уитманском колледже в Уолла-Уолле, в дальнейшем продолжил обучение в магистратуре Стэнфордского университета. В осеннем семестре 1949 года он учился в Университете Пьюджет-Саунда.
Будучи обладателем импозантного голоса, Уэст ещё в колледже начал работать диджеем на радио. В начале 1950-х годов он завербовался в армию и отслужил два года. После увольнения в запас Уэст начал пробовать себя в актёрской профессии. Его первая роль — второстепенный персонаж в детской телевизионной программе «Шоу Кини Попо», съёмки которого проходили на Гавайских островах. Со временем Уэст стал главным героем этой телепередачи.
В 1959 году, после серии небольших ролей в проходных картинах, Уэст с семьёй переехал в Голливуд, где надеялся сделать успешную актёрскую карьеру. Вместо своего настоящего имени он стал использовать сценический псевдоним Адам Уэст. Вскоре он подписал контракт со студией Warner Bros. Первая роль Уэста в крупном фильме — «Молодые филадельфийцы» с Полом Ньюманом и Барбарой Раш в главных ролях. В начале 1960-х Адам снимался в эпизодических ролях в большом количестве телевизионных сериалов, часто в жанре вестерн. Так он сыграл Дока Холлидея сразу в трёх вестернах канала ABC. Уэст также снялся в тридцати сериях полицейской драмы «Детективы» с Робертом Тейлором в главной роли. Дальше в его карьере последовала череда главных ролей в фильмах категории B, таких как «Тэмми и доктор» (1963), «Робинзон Крузо на Марсе» (1964), «Бандиты идут» (1965) и спагетти-вестерн «Четверо неуловимых» (1965).

## Роль Бэтмена

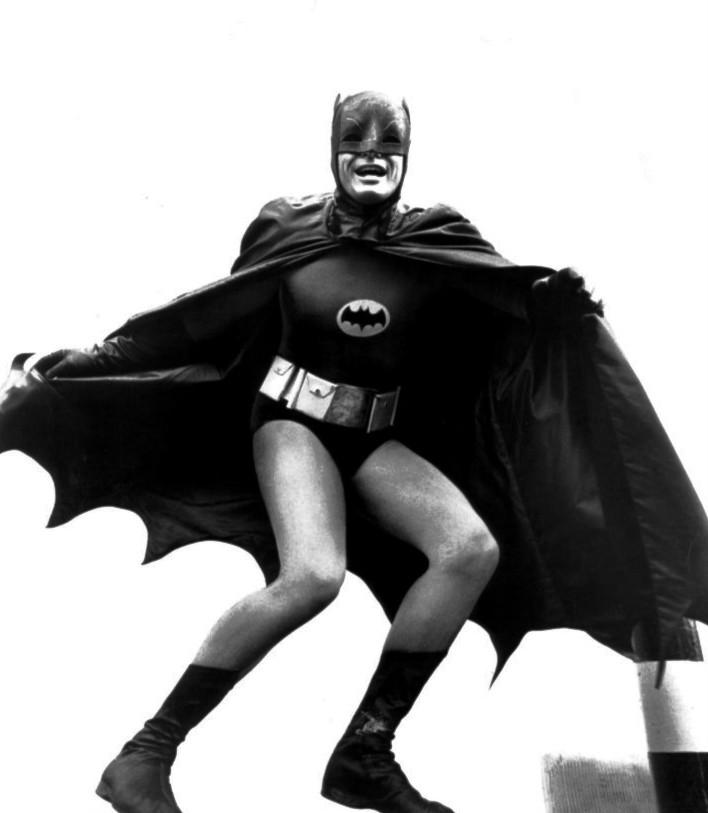
Уэст в костюме Бэтмена. 1965 год

В новый сериал канала ABC «Бэтмен» Уэст попал благодаря участию в рекламе напитка Nesquik. В рекламном ролике он представал в образе шпиона на манер Джеймса Бонда. В таком амплуа Уэста увидел продюсер будущего шоу Уильям Дозьер и предложил ему главную роль — борца с преступностью Бэтмена. Сразу после выхода на экраны в 1966 году сериал оказался популярен как у детской, так и взрослой аудитории, стал важной частью американской поп-культуры 1960-х годов, даже голливудские актёры не гнушались появляться в нём в эпизодических ролях. Сам Уэст быстро возвысился до статуса телезвезды. Однако к третьему сезону, начавшемуся в 1968 году, рейтинги стремительно падали, сюжеты стали однообразными, оригинальный стиль «Бэтмена» зрителям приелся. Продюсеры попытались внести изменения для исправления ситуации, в частности дали Бэтмену помощницу в лице Бэтгёрл, которая должна была привлечь больше женской аудитории, но сериал это не спасло.

## После Бэтмена
После закрытия «Бэтмена» карьера Уэста пошла под откос, как и остальных ведущих актёров сериала. Он курсировал от одного второсортного телесериала к другому, снимался в проходных фильмах и ни одной стоящей роли найти не мог, так как, по мнению продюсеров, слишком сильно ассоциировался у зрителей с образом Бэтмена. Хотя в 1970 году Уэст всерьёз рассматривался как один из кандидатов на роль Джеймса Бонда в фильме «Бриллианты навсегда», он сам отказался от участия, поскольку считал, что знаменитого британского супершпиона не должен играть американец.
В конце 1970-х и начале 1980-х Уэст много работал над озвучиванием мультсериалов на супергеройскую тематику. Он даже вернулся к своей самой знаменитой роли в мультсериале 1977 года «Новые приключения Бэтмена», где воссоединился с Бертом Уордом, игравшим в оригинальном сериале Робина. В 1989 году новый скачок интереса к Бэтмену, спровоцированный фильмом Тима Бёртона о похождениях героя в костюме летучей мыши, положительно сказался и на Уэсте. Хотя сам актёр расстроился, что Бертон не позвал его на главную роль. На 1991 год был запланирован выход на NBC комедийного сериала «Луквелл», в котором Уэст должен был играть самоироничную роль бывшего актёра из телевизионного детектива, который решает сам расследовать преступления. После отснятой пилотной серии руководители канала не стали давать сериалу «зелёный свет».
Сет Макфарлейн, создатель мультсериала «Гриффины», использовал в своём шоу образ Уэста, превратив его из актёра в эксцентричного мэра вымышленного городка Куахог. Адам Уэст сам озвучивал этого персонажа с 2000 года. Также Уэст в качестве актёра озвучивания работал над мультсериалами «Симпсоны», «Волшебные родители», «Ким Пять-с-Плюсом», «Бэтмен» и рядом других.

## Личная жизнь
- На четвёртом курсе колледжа Уэст женился на Билли Лу Йигер.
- Вскоре после переезда на Гавайи, Уэст развёлся с первой женой и женился на местной девушке, Фрисби Доусон, которая родила ему дочь Джонелль в 1957 году и сына Хантера в 1958 году[6].
- В 1972 году Уэст женился в третий раз, на Марселле Тагард Лир. От этого брака у него четверо детей[5].